# An Byeong-seok
An Byeong-seok (안병석?; Seosan, 4 marzo 1923 – 1984) è stato un cestista sudcoreano.

## Carriera
Con la Corea del Sud ha disputato i Giochi olimpici di Londra 1948 e quelli di Melbourne 1956.